# Noah Östberg
Per Olof Noah Östberg, född 3 januari 2006, är en svensk fotbollsspelare som spelar för IK Brage. 

## Karriär
Östbergs moderklubb är Hanvikens SK. Han spelade även 5 matcher med A-laget i Division 3 Södra Svealand. I januari 2023 gick han till Djurgårdens IF ungdomsakademi.
I december 2024 värvades Östberg av Superettan-klubben IK Brage. Den 18 maj 2025 debuterade Östberg i Superettan i en 2-1 förlust mot IK Oddevold, där han blev inbytt i den 75:e minuten mot Gustav Berggren.

## Landslagskarriär
I november 2023 blev Östberg uttagen till Sveriges U17-landslagsläger på Bosön. I februari 2024 blev han uttagen till Sveriges U18-landslagsläger på Bosön.

## Personligt
Noah är son till före detta fotbollsspelaren Mattias Östberg.